# Ридупля
Редупля (біл. Рыдупля, рос. Ридупля) — село в складі Мядельського району Мінської області, Білорусь. Село підпорядковане Нарачанській сільській раді, розташоване в північній частині області.